# Лоби

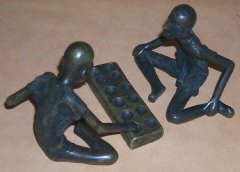
Игроки в вари. Культура лоби

Лоби — народ в Западной Африке.

## География и этнография
Народность лоби проживает в юго-западной части Буркина-Фасо, на северо-востоке Кот-д’Ивуара и на северо-западе Ганы. Общая её численность составляет 760 тыс. человек, из них в Буркина Фасо проживает около 500 тысяч, в Кот д’Ивуаре — около 400 тысяч, в Гане — 7 тысяч. Язык лоби относится к группе гур (вольтийской). Народ лоби подразделяется на несколько племён: собственно лоби, мбуин, ган, турука и другие.

## История и культура
Лоби пришли на их нынешнюю территорию проживания в XVIII столетии из региона современной Ганы и за последние полтора века превратились из народа охотников и рыболовов в оседлых земледельцев. Отличаются своей оригинальной архитектурой, строениями из глины. Лоби живут родовыми семьями в так называемых сукала — окружённых высокой глиняной стеной корралях. Расстояние между отдельными сукала не должно быть менее полёта стрелы. Лоби подверглись меньшему влиянию мусульманской и европейской культур, нежели многие другие западноафриканские народы.